# 富蘭克林 (密蘇里州)
富蘭克林（英語：Franklin）是位於美國密蘇里州霍華德縣的城市。

## 人口
根據2020年美國人口普查的數據，富蘭克林的面積為0.61平方千米，當中陸地面積為0.60平方千米，而水域面積為0.01平方千米。當地共有人口70人，而人口密度為每平方千米115人。